# Internationale Rote Hilfe

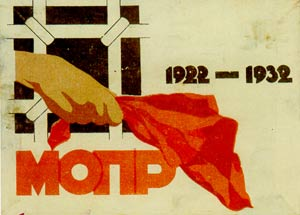
IRH-Symbol (1932)

Die Internationale Rote Hilfe (IRH; auch bekannt unter dem russischen Akronym МОПР bzw. MOPR für „Междунаро́дная организа́ция по́мощи борца́м револю́ции“, wissenschaftliche Transliteration: Meždunaródnaja organizácija pómošči borcám revoljúcii) war eine internationale Hilfsorganisation, die mit der kommunistischen Internationale verbunden war. Die IRH wurde 1922 als politisches Gegenstück zum Roten Kreuz in Moskau gegründet. Die IRH organisierte Kampagnen zur Unterstützung von kommunistischen Gefangenen und sammelte Material für humanitäre Hilfe. Sie richtete auch Heime für Kinder verfolgter oder verhafteter Revolutionäre ein, z. B. in Worpswede (Barkenhoff), Elgersburg und in der Sowjetunion in Iwanowo.

## Historische Organisation

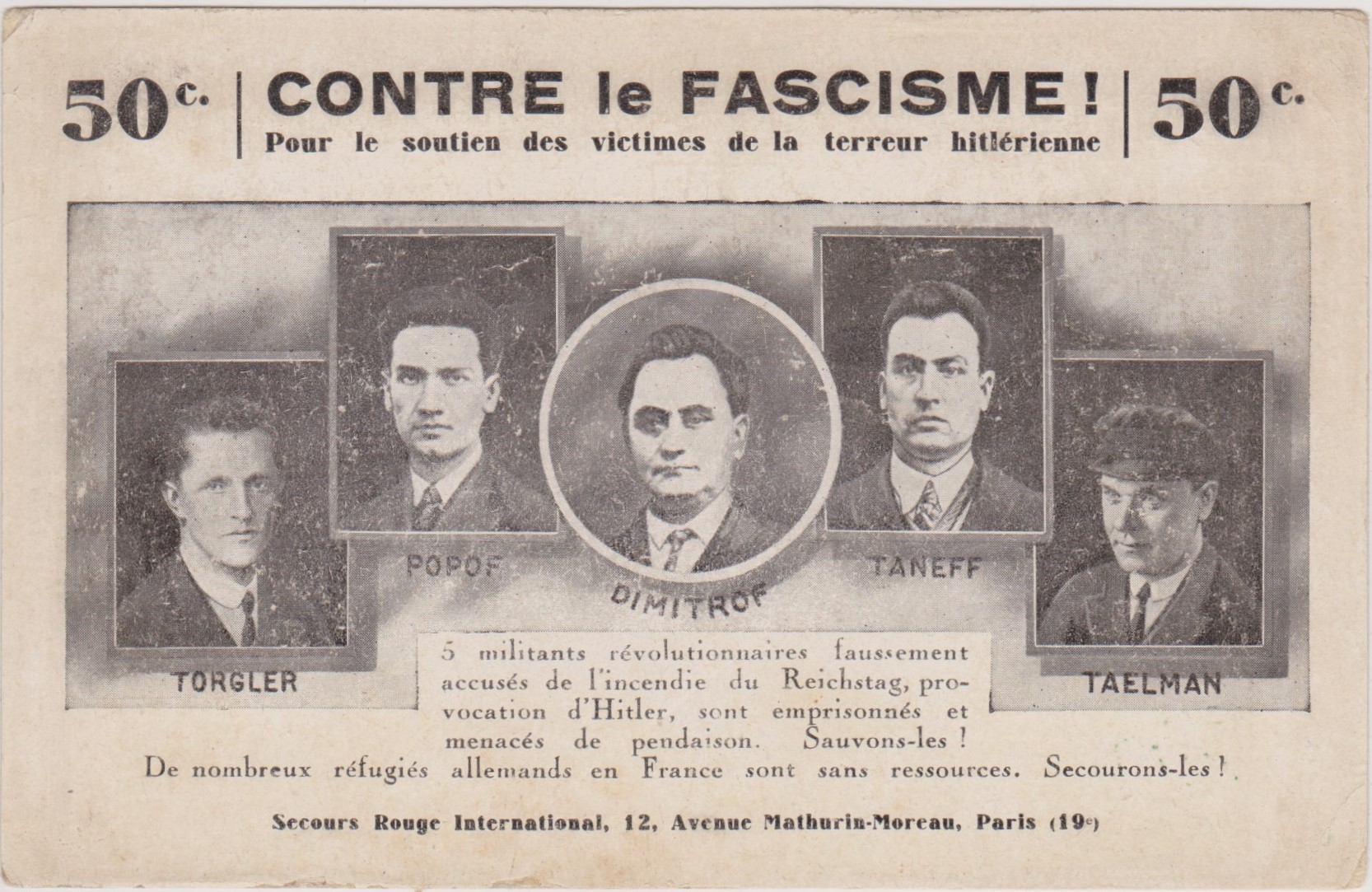
Aufruf der Internationalen Roten Hilfe zur Unterstützung der Angeklagten im Reichstagsbrandprozess 1933

Ab 1924 hatte die IRH nationale Ableger in 19 Staaten:
- Österreich: Österreichische Rote Hilfe
- Großbritannien: International Class War Prisoners Aid
- Bulgarien: Organisation für die Unterstützung für die Opfer der kapitalistischen Diktatur
- Frankreich: Secours Rouge International
- Deutschland: Rote Hilfe Deutschlands
- Mexiko: Liga Pro Luchadores Perseguidos
- Niederlande: Roode Hulp Holland
- Norwegen: Norges Roede Hjelp
- Polen: Kommission für die Unterstützung von politischen Gefangenen
- Portugal Socorro Vermelho
- Rumänien: Ajutorul Rosu
- Sowjetunion: Internationale rote Hilfe für die Kämpfer der Revolution
- Spanien: Socorro Rojo Internacional
- Schweden: Internationella röda hjälpen – svenska sektionen
- USA: International Labor Defense

Als sich am Ende des Zweiten Weltkriegs die kommunistische Internationale auflöste, war dies auch das Ende der IRH.

## Nachfolgeorganisationen
Im Jahr 2000 wurde die IRH in Brüssel unter dem Namen Rote Hilfe International (RHI, französisch Secours Rouge International, SRI) erneut gegründet. Die beiden Zentralsekretariate der RHI befinden sich in Brüssel und Zürich. Das Büro in Zürich wird vom Revolutionären Aufbau Schweiz (RAS) geführt.
In Deutschland entstand 1986 die Rote Hilfe e. V., die aus der am 26. Januar 1975 von der Kommunistischen Partei Deutschlands/Marxisten-Leninisten (KPD/ML) gründeten Rote Hilfe Deutschlands (RHD) hervorging.

### Politische Ausrichtung
Gemäß eigenen Angaben will die IRH unter anderem auch militante Aktivisten unterstützen, die wegen politischer oder militärischer Aktivitäten zu Gefängnisstrafen verurteilt wurden, wie z. B. inhaftierte Mitglieder der Rote Armee Fraktion, der Roten Brigaden und den belgischen Cellules Communistes Combattantes.
Die heutige RHI ist weder humanitär noch karitativ aktiv, sieht sich jedoch in der Tradition der Internationalen Roten Hilfe von 1922.

### Bericht Innere Sicherheit der Schweiz
Das schweizerische Bundesamt für Polizei geht in seinem Bericht „Innere Sicherheit der Schweiz des Jahres 2006“, davon aus, dass die IRH dazu dienen soll, linksextreme Tätigkeiten europaweit zu vernetzen.